# Chiba

Chiba (千葉市 Chiba-shi?) este un municipiu din Japonia, centrul administrativ al prefecturii Chiba.